# Усадьба Меллер-Закомельских
Усадьба Меллер-Закомельских — усадьба в Ялте, включавшая парк и три здания, созданная в 1870-х годах супругами баронами Меллер-Закомельскими. Ныне — территория бывшего санатория «Киев». Выявленный объект культурного наследия.

## Усадьба
Изначально на этом участке располагались виноградники известной греческой семьи Цинко (вариант — Цемко). В 1873 году землю приобрела баронесса Анна Ильинична Меллер-Закомельская. Вначале новые хозяева предполагали использовать купленный сухой склон для виноградных плантаций, но, видимо, изменили планы и к 1877 году на участке были построены двухэтажный дом для владельцев и дача под сдачу внаём; устроен небольшой парк с двумя бассейнами.
Автором первоначального проекта и строителем был городской архитектор Богдан Грейм, были построены двухэтажные дом для владельцев и пансион, а также каретный сарай. Через несколько лет усадьбу реконструируют по проекту и под руководством архитектора П. К. Теребенёва, в результате здания обрели известный сейчас вид со множеством резных декоративных элементов из дерева. Дача Меллер-Закомельских была одним из самых престижных и модных мест Ялты. После смерти супругов в 1913 году усадьбу наследовал приёмный сын Меллер-Закомельских Владимир.

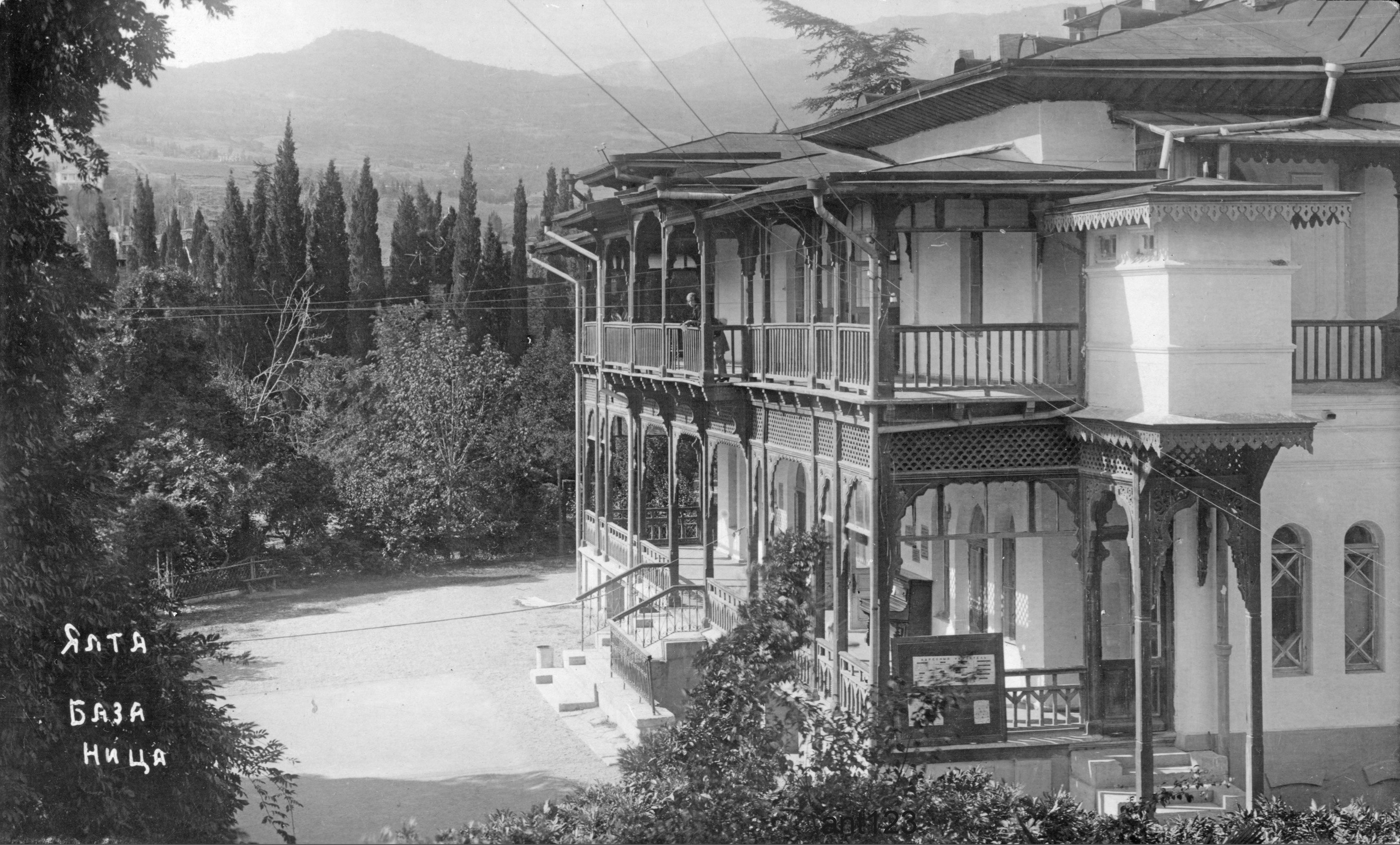
База «Ницца», бывший пансион Меллер-Закомельских, 1925 г.
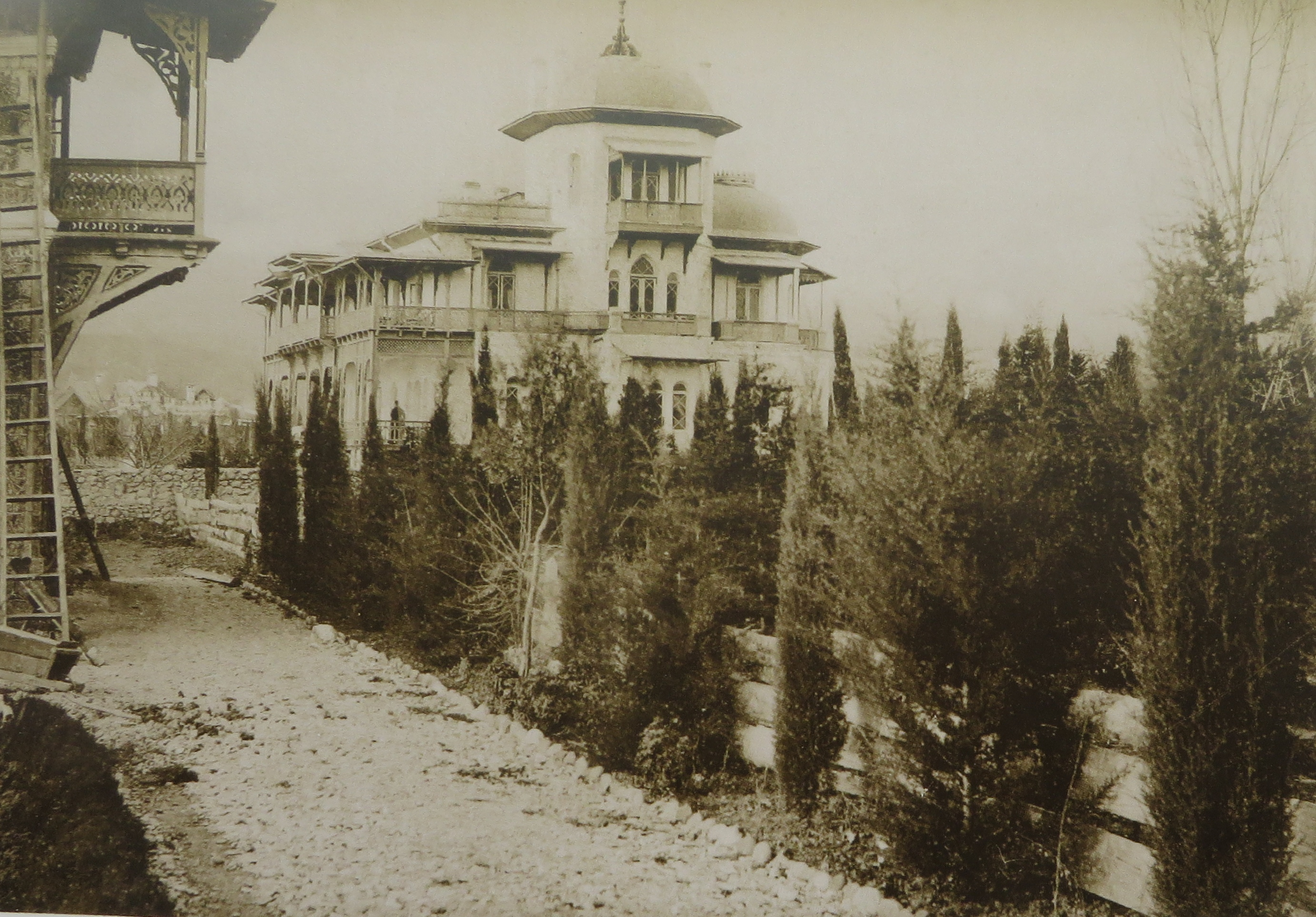
Дом Меллер-Закомельских, 1900 г.
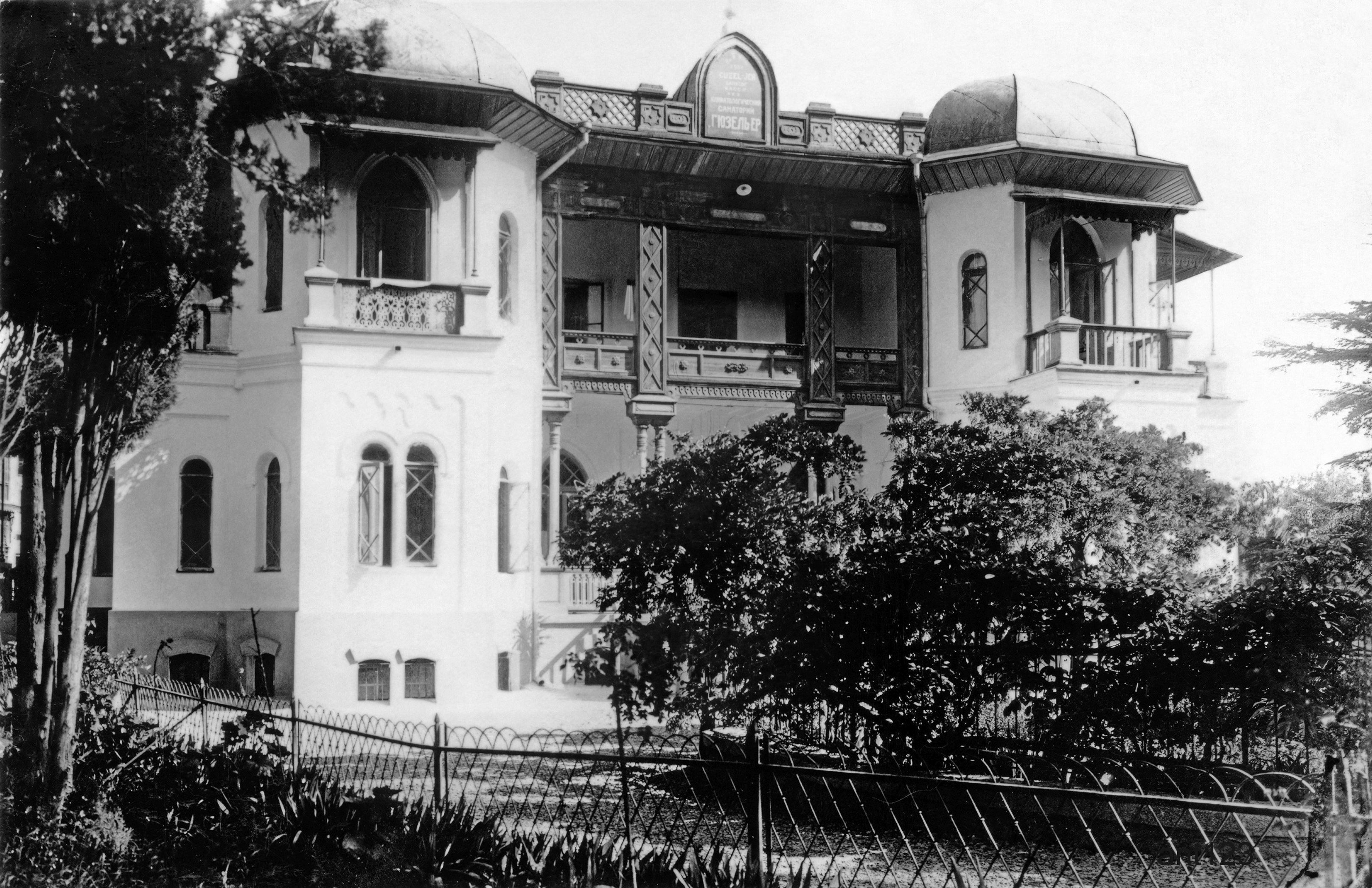
Санаторий Гюзель-Ер, бывший дом Меллер-Закомельских, 1930-е г.

## После революции
16 декабря 1920 года приказом председателя Революционного комитета Крыма были изъяты «из частного владения как разных ведомств, так и частных лиц все имения Южного берега Крыма в районе от Судака до Севастополя включительно».
В имении Меллер-Закомельских после национализации открыли пансион «Ницца», в 1930-е годы преобразованный в санаторий «Гюзель Ер». В 1964 году территорию имения с зданиями включили в состав санатория «Киев». После приватизации санатория прекращения деятельности помещения зданий сдавались в аренду, общественность Ялты неоднократно поднимала вопрос об охранном статусе зданий. Приказом Министерства культуры Республики Крым от 22.08.2022 № 489-ОКН «Доходный дом Меллер-Закомельских» расположенный по адресу Ялта, ул. Чехова, 26 Б, включён в перечень выявленных объектов культурного наследия Республики Крым. Под патронажем мэра Ялты проводятся работы по очистке и сбережению памятника.